# Новые Млины (Корюковский район)
Но́вые Млины́ (укр. Нові́ Млини́) — село в Корюковском районе Черниговской области Украины. Население 280 человек. Занимает площадь 116,9 км².
Код КОАТУУ: 7425884501. Почтовый индекс: 15241. Телефонный код: +380 4654.

## Власть
Орган местного самоуправления — Новомлыновский сельский совет.